# Паг
Вижте пояснителната страница за други значения на Паг.
Паг (на хърватски: Pag) е хърватски остров в Адриатическо море, в северната част на Далматинските острови.

## Общи сведения
Островът има площ от 284,56 km², което го нарежда на пето място сред хърватските острови. Дължината на бреговата му линия е 269,2 km. Дължина от северозапад на югоизток около 60 km и ширина от 2 до 10 km. Паг е единственият от островите на Хърватия административно разделен между две жупании – северната му част попада в границите на Лишко-сенска жупания докато южната му част – в обхвата на Задарска жупания. На североизток Подгорския проток го отделя от континента, над който стръмно се спускат югозападните склонове на планината Велебит. Северно от Паг е разположен остров Раб, а югозападно – по малките острови Маун и Вир. Бреговата му линия е силно разчленена, като далеч навътре се вдават заливите Драга (на север), Паски (в средата), Диниски (на юг). Изграден е предимно от варовици. Релефът му е хълмист с максимална височина 348 m (в централната част). Поради близостта на хребета Велебит на острова често се наблюдава студения северен вятър бора. На острова има няколко малки езера, които са богати на риба и са местообиталище на прелетни птици. Големи участъци са заети със средиземноморска растителност. Развива се овцевъдство, а в затворените долини се отглеждат плодове, зеленчуци и лозя. Островът е свързан с континенталната част с ферибот Призна – Жиглен в северната си част и с мост за автомобилния поток на югоизток. Има добре развита пътна мрежа. Най-голям град е Паг.

## История
Паг за първи път е споменат в източниците през X в., когато хърватският крал Стефан Държислав го отвоюва от ромеите. През 1244 г. Бела IV дава на едноименния град Паг статус на свободен кралски град. Островът пострадва сериозно във войната между Венеция и унгарско-хърватското кралство през XIV в. До падането на Венеция през 1797 г. островът ѝ принадлежи. След това Наполеонова Франция и Австрия се борят за контрол над него и в крайна сметка през 1815 г. заедно с цялото далматинско крайбрежие островът преминава във владение на австрийците. През 1918 – 1921 г. Паг е окупиран от Италия, а след Първата световна война става част от Кралството на сърби, хървати и словенци. През юни-август 1941 г. тук е изграден концентрационен лагер. След разпада на Югославия през 1991 г. Паг става част от независима Хърватия.

## Икономика
Подобно на останалите далматински острови Паг развива успешно туристическия отрасъл. Наред с това населението на острова се занимава с овцевъдство, риболов, добив на морска сол, производство на т.нар. Paški sir (вид твърдо овче сирене с добавен зехтин, считано за национален продукт на Хърватия). На Паг от 2004 г. функционира първата вятърна електроцентрала на Хърватия, „Vjetroelektrana Ravna 1“, която често става причина за гибелта на прилепите, обитаващи острова. Широко известна е пагската дантела

## Население
На Паг живеят 9059 души (2011). На острова има голям брой села и само два града – Новаля и едноименният Паг.